# Arquidiócesis de Riga (antigua)
La arquidiócesis de Riga (antigua o prerreforma) (en latín: Archidioecesis Rigensis, en alemán: Erzbistum Riga y en letón: Rīgas arhidiecēze) fue una circunscripción eclesiástica de la Iglesia católica en el Sacro Imperio Romano Germánico, en la actual Letonia. Fue suprimida de hecho en 1561 al renunciar su arzobispo durante la Reforma protestante. Se trataba de una arquidiócesis latina, sede metropolitana de la provincia eclesiástica de Riga.

## Territorio y organización
La arquidiócesis extendía su jurisdicción sobre los fieles católicos de rito latino residentes en la parte meridional de Livonia. Desde el 29 de septiembre de 1918 parte de su antiguo territorio integra la arquidiócesis de Riga. 
La sede de la arquidiócesis se encontraba en la ciudad de Riga, en donde se halla la Catedral de Santa María, y que hoy pertenece a la Iglesia evangélica luterana de Letonia.
La arquidiócesis tenía como sufragáneas en 1255 a las diócesis de: Ösel-Wiek, Dorpat, Curlandia, Wierland, Kulm (o Chełmno), Varmia, Pomesania, Sambia, Rutenia y Veršov. Al momento de su supresión sus sufragáneas eran: Kulm o Chełmno, Curlandia, Ösel-Wiek, Pomesania, Sambia, Dorpat, Reval y Varmia.

## Historia
La diócesis de Livonia fue erigida en 1186 y tenía su sede en la población de Uexküll (actual Ikšķile), el lugar donde san Meinardo había construido la primera iglesia en Livonia. El obispo Albrecht von Buxthoeven fundó la ciudad de Riga en 1201 y trasladó el obispado a allí y la diócesis en 1202 tomó el nombre de la diócesis de Riga, que originalmente era sufragánea de la arquidiócesis de Bremen. Ese mismo año Albrecht von Buxthoeven fundó la orden de los Hermanos Livonios de la Espada para cristianizar la región, que en ese momento todavía era una tierra fronteriza del cristianismo. En 1207 el emperador Felipe de Suabia declaró la diócesis, junto con Terra Mariana, feudo imperia. En 1215 la Terra Mariana se convirtió en feudo de la Santa Sede. La diócesis tenía un territorio espiritual considerable en el que el obispo era también soberano. A partir de 1237 el territorio fue conquistado por la Orden de Livonia, pero la diócesis conservó su autonomía espiritual. Posteriormente también se incorporaron a la Orden el cabildo catedralicio y la sede episcopal. En 1214 el papa Inocencio III separó la diócesis de Riga de la metrópolis de Bremen y la sujetó directamente a la Santa Sede.
En 1251 incorporó los territorios de la suprimida diócesis de Semigalia.
El 10 de enero de 1246 el papa designó a Albert Suerbeerum como arzobispo de Prusia, Livonia y Estonia. Dado que la Orden Teutónica no quería una sede arzobispal en Prusia, se llegó a un acuerdo sobre Riga como sede arzobispal por mediación del legado papal Guillermo de Módena. Alberto recibió la diócesis vacante de Lübeck y al morir el obispo de Riga, Nikolaus von Nauen, Alberto se convirtió en arzobispo con sede en Riga para las tierras de la Orden Teutónica, a la que estaban subordinadas como diócesis sufragáneas las diócesis de Dorpat, Varmia, Chełmno, Curlandia, Ösel-Wiek, Pomesania y Sambia.La diócesis de Reval permaneció bajo la arquidiócesis de Lund hasta 1374. 
El 20 de enero de 1255 mediante la bula Primatuum cathedras, el papa Alejandro IV confirmó la erección de Riga como arquidiócesis, y en otra bula del 31 de marzo de 1255 confirmó sus diócesis sufragáneas: «Episcopatus quoque inferius annotatos Rigensi ecclesie prout dicitur Metropolitico iure subiectos tibi successoribusque tuis auctoritate apostolica confirmamus videlicet Osiliensem Tarbatensem Curoniensem Wironiensem Culmensem Warmiensem Pomesaniensem Szambiensem Rutheniensem et Wersoniensem».
En una carta del papa Clemente V fechada el 19 de junio de 1310 se mencionan 14 diócesis sufragáneas, de las cuales 7 fueron suprimidas. Los obispos de Riga tenían poder tanto religioso como civil, ya que Riga era un principado eclesiástico independiente.

### Reforma protestante
La Reforma protestante fue introducida en la ciudad de Riga en 1522 por Andreas Knöpken y la primera comunidad luterana se formó en 1523. En los años 1524-1525 en las principales ciudades de Livonia (Riga, Reval, Tartu), se llevaron a cabo acciones de saqueo de imágenes, en las que los ataques de multitudes amotinadas se dirigieron contra todo lo relacionado con la Iglesia católica: imágenes sagradas, estatuas, crucifijos, vestimentas de misa, cirios, campanas, órganos, altares y ceremonias de misa. El 6 de marzo de 1524 fue atacado el monasterio de Santa Catalina en Riga, los libros y el material religioso relacionados con la misa papal fueron destruidos y el 11 de marzo la iglesia de Pedro y Jacob en Riga fue saqueada. El 16 de marzo se produjeron nuevamente disturbios con la destrucción de imágenes sagradas, cruces y estatuas de la Virgen María en la Iglesia de Pedro y Jacob. El 2 de abril fue atacado y saqueado el monasterio franciscano, así como el monasterio de Santa Catalina y el monasterio dominico de San Juan, y todos los monjes y el clero católico son expulsados de Riga.
El 6 de mayo de 1524 el Consejo de Riga ordenó la confiscación de todos los instrumentos litúrgicos en la Catedral de Riga, pero permitió que los servicios regulares según el rito católico romano continuaran hasta noviembre, cuando se detuvieron los servicios católicos en la Catedral de Riga y se cerraron las puertas. Wolter von Plettenberg, el gobernador de Livonia de la Orden Teutónica, certificó la conversión de la ciudad de Riga a la fe luterana el 21 de septiembre de 1525, aunque estableció la libertad de culto y continuó siendo católico. 
Guillermo de Brandeburgo fue elegido coadjutor de Riga en 1529 por el arzobispo Thomas Schoning, a pesar de sus simpatías luteranas, o de ser luterano, aunque formalmente se mantuvo católico. Al morir Schoning en 1539 fue elegido arzobispo, aunque fue rechazado por el consejo local. En 1541 Riga se unió a la Liga de Esmalcalda, una liga de príncipes y ciudades protestantes del Sacro Imperio Romano Germánico que existió entre 1531 y 1547. Tras un acuerdo, en 1546 el arzobispo fue aceptado por el consejo local y puedo entrar en la ciudad. En 1558 el consejo estatal de Livonia declaró por unanimidad su apoyo a la Reforma. Sin embargo, la Iglesia luterana era inicialmente en gran medida una iglesia de la minoría dominante de habla alemana.
En 1558 el zar Iván IV de Rusia invadió Livonia iniciándose así la guerra de Livonia. Conquistó el monasterio de Dorpat, tras lo cual Polonia, Suecia y Dinamarca intervinieron en la guerra y algunas partes del territorio permanecieron ocupadas por los rusos hasta 1582. En 1561 Riga se convirtió en ciudad imperial libre. Guillermo abdicó y se quedó con el rango principesco y dos castillos. El principado eclesiástico fue secularizado y la arquidiócesis fue suprimida. Murió el 4 de febrero de 1563 en la corte episcopal de Riga y fue enterrado en la catedral.

### Restauración
La diócesis católica de Riga fue restaurada el 29 de septiembre de 1918 mediante la bula Hodie nos del papa Benedicto XV, abarcando casi todo el territorio de la recién formada República de Letonia y el de Estonia. Desde el 25 de octubre de 1923 es la arquidiócesis de Riga.
En 1932 la Iglesia evangélica luterana de Letonia erigió la arquidiócesis luterana de Riga.

## Episcopologio
- San Meinhard † (1186-12 de abril de 1196 falleció)
- Berthold, O.Cist. † (1196-1198 falleció)
- Albrecht von Buxthoeven † (1198-17 de enero de 1229 falleció)
- Nikolaus von Nauen † (8 de abril de 1231-julio/diciembre de 1253 falleció)
- Albert Suerbeer, O.P. † (1253-1273 falleció)
- Johannes von Lune † (5 de noviembre de 1274-1286 falleció)
- Johannes von Vechten † (10 de enero de 1286-1294 falleció)
- Johannes von Schwerin † (18 de abril de 1295-antes del 19 de diciembre de 1300 falleció)
- Isarnus Takkon † (19 de diciembre de 1300-11 de abril de 1302 nombrado arzobispo de Lund)
- Jens Grand † (30 de marzo de 1302-1310) (titular)
- Friedrich von Pernstein, O.F.M. † (21 de marzo de 1304-1340 falleció)
- Engelbert von Dolen † (18 de octubre de 1341-9 de septiembre de 1347 falleció)
- Bromhold von Vyffhusen † (17 de marzo de 1348-antes del 11 de febrero de 1370 falleció)
- Siegfried Blomberg † (11 de febrero de 1370-30 de junio de 1374 falleció)
- Johannes von Sinten † (23 de octubre de 1374-24 de septiembre de 1393 renunció)
- Johannes von Wallenrodt † (27 de septiembre de 1393-30 de mayo de 1418 nombrado obispo de Lieja)
- Johannes Ambundii † (11 de julio de 1418-14 de mayo de 1424 falleció)
- Henning Scharpenberg † (13 de octubre de 1424-5 de abril de 1448 falleció)
- Silvester Stodewescher, O.T. † (9 de octubre de 1448-12 de julio de 1479 falleció)
- Stephan Grube † (22 de marzo de 1480-26 de diciembre de 1483 falleció)
- Michael Hildebrand † (4 de junio de 1484-5 de febrero de 1509 falleció)
- Jasper Linde † (23 de mayo de 1509-29 de junio de 1524 falleció)
- Johannes Blankenfeld † (29 de junio de 1524 por sucesión-9 de septiembre de 1527 falleció)
- Thomas Schoning † (18 de enero de 1531-10 de agosto de 1539 falleció)
  - Guillermo de Brandeburgo † (10 de agosto de 1539 por sucesión-4 de febrero de 1563 falleció) (no fue ordenado obispo)